# Савва (епископ Юрьевский)
Епископ Савва — епископ Русской православной церкви, епископ Юрьевский и Вельядский.

## Биография
20 декабря 1579 года участвовал в Московском соборе, причислившем к лику святых преподобного Иосифа Волоцкого.
В 1582 г. вследствие договора Иван IV вынужден был уступить полякам Ливонию. Тогда же польский канцлер Ян Замойский, заняв 24 февраля своими войсками Юрьев (Дерпт), выгнал из него в русские пределы православного епископа и всех русских.